# Trichodon
Trichodon là một chi rêu trong họ Ditrichaceae.